# Discografia dei The Verve
La discografia dei The Verve, gruppo musicale alternative rock britannico, comprende quattro album in studio, due raccolte, tre EP, quattordici singoli, due album video e quindici video musicali.

## Album

### Album in studio
| Anno                                                                          | Titolo | Classifiche | Classifiche | Classifiche | Classifiche | Classifiche | Classifiche | Classifiche | Classifiche | Classifiche | Classifiche | Classifiche | Classifiche | Classifiche | Classifiche | Classifiche | Classifiche | Classifiche | Certificazioni |
| Anno                                                                          | Titolo | UK          | AUS         | AUT         | BEL (Fi.)   | BEL (Va.)   | CAN         | FIN         | FRA         | GER         | IRL         | ITA         | NOR         | NZL         | NED         | SWE         | SUI         | USA         | Certificazioni |
| ----------------------------------------------------------------------------- | --- | ----------- | ----------- | ----------- | ----------- | ----------- | ----------- | ----------- | ----------- | ----------- | ----------- | ----------- | ----------- | ----------- | ----------- | ----------- | ----------- | ----------- | --- |
| 1993                                                                          | A Storm in Heaven - Pubblicato: 21 giugno 1993 - Etichetta: Hut, Vernon Yard, Virgin - Formati: CD, MC, LP | 27          | —           | —           | —           | —           | —           | —           | —           | —           | —           | —           | —           | —           | —           | —           | —           | —           | - UK: Oro |
| 1995                                                                          | A Northern Soul - Pubblicato: 20 giugno 1995 - Etichetta: Hut, Vernon Yard, Virgin - Formati: CD, MC, LP   | 13          | —           | —           | —           | 102         | —           | —           | —           | —           | —           | —           | —           | —           | —           | —           | —           | —           | - UK: Oro |
| 1997                                                                          | Urban Hymns - Pubblicato: 29 settembre 1997 - Etichetta: Hut, Virgin - Formati: CD, MC, LP, MD             | 1           | 9           | 9           | 11          | 23          | 18          | 4           | 9           | 11          | 27          | 89          | 4           | 1           | 16          | 1           | 13          | 23          | - UK: Platino (11) - AUS: Platino (3) - BEL: Platino - CAN: Platino (2) - FRA: Platino - GER: Platino - ITA: Oro - NZL: Platino (5) - NED: Platino - ESP: Platino - SWE: Platino - SUI: Platino - USA: Platino - ARG: Oro - EUR: Platino (4) |
| 2008                                                                          | Forth - Pubblicato: 25 agosto 2008 - Etichetta: Parlophone - Formati: CD, MC, LP, DD                       | 1           | 20          | 11          | 8           | 20          | 12          | 30          | 31          | 10          | 2           | 4           | 38          | 10          | 16          | 34          | 6           | 23          | - UK: Oro - IRL: Oro |
| "—" indica una pubblicazione non classificata o non pubblicata in quel Paese. | |             |             |             |             |             |             |             |             |             |             |             |             |             |             |             |             |             | |

### Raccolte
| Anno                                                                          | Titolo | Classifiche | Classifiche | Classifiche | Classifiche | Certificazioni       |
| Anno                                                                          | Titolo | UK          | AUT         | IRL         | ITA         | Certificazioni       |
| ----------------------------------------------------------------------------- | --- | ----------- | ----------- | ----------- | ----------- | -------------------- |
| 1994                                                                          | No Come Down - Pubblicato: 17 maggio 1994 - Etichetta: Hut, Vernon Yard - Formati: CD, LP                      | —           | —           | —           | —           |                      |
| 2004                                                                          | This Is Music: The Singles 92-98 - Pubblicato: 1º novembre 2004 - Etichetta: EMI, Virgin - Formati: CD, LP, DD | 15          | 59          | 28          | 48          | - UK: Oro - IRL: Oro |
| "—" indica una pubblicazione non classificata o non pubblicata in quel Paese. | |             |             |             |             |                      |

## Extended play
| Anno | Titolo                                                                               |
| ---- | ------------------------------------------------------------------------------------ |
| 1992 | The Verve E.P. - Pubblicato: 1º dicembre 1992 - Etichetta: Vernon Yard - Formati: CD |
| 1993 | Voyager 1 (live) - Pubblicato: 1º marzo 1993 - Etichetta: Jolly Roger - Formati: LP  |
| 1997 | Five by Five (promozionale) - Pubblicato: giugno 1997 - Etichetta: Hut - Formati: CD |

## Singoli
| Anno                                                                          | Titolo                | Classifiche | Classifiche | Classifiche | Classifiche | Classifiche | Classifiche | Classifiche | Classifiche | Classifiche | Classifiche | Classifiche | Classifiche | Classifiche | Classifiche | Classifiche | Classifiche | Certificazioni                                                                   | Album di provenienza |
| Anno                                                                          | Titolo                | UK          | AUS         | AUT         | BEL (Fi.)   | BEL (Va.)   | FIN         | FRA         | GER         | IRL         | ITA         | NOR         | NZL         | NED         | SWE         | SUI         | USA         | Certificazioni                                                                   | Album di provenienza |
| ----------------------------------------------------------------------------- | --------------------- | ----------- | ----------- | ----------- | ----------- | ----------- | ----------- | ----------- | ----------- | ----------- | ----------- | ----------- | ----------- | ----------- | ----------- | ----------- | ----------- | -------------------------------------------------------------------------------- | -------------------- |
| 1992                                                                          | All in the Mind       | —           | —           | —           | —           | —           | —           | —           | —           | —           | —           | —           | —           | —           | —           | —           | —           |                                                                                  | /                    |
| 1992                                                                          | She's a Superstar     | 66          | —           | —           | —           | —           | —           | —           | —           | —           | —           | —           | —           | —           | —           | —           | —           |                                                                                  | The Verve E.P.       |
| 1992                                                                          | Gravity Grave         | —           | —           | —           | —           | —           | —           | —           | —           | —           | —           | —           | —           | —           | —           | —           | —           |                                                                                  | The Verve E.P.       |
| 1993                                                                          | Blue                  | 69          | —           | —           | —           | —           | —           | —           | —           | —           | —           | —           | —           | —           | —           | —           | —           |                                                                                  | A Storm in Heaven    |
| 1993                                                                          | Slide Away            | —           | —           | —           | —           | —           | —           | —           | —           | —           | —           | —           | —           | —           | —           | —           | —           |                                                                                  | A Storm in Heaven    |
| 1995                                                                          | This Is Music         | 35          | —           | —           | —           | —           | —           | —           | —           | —           | —           | —           | —           | —           | —           | —           | —           |                                                                                  | A Northern Soul      |
| 1995                                                                          | On Your Own           | 28          | —           | —           | —           | —           | —           | —           | —           | —           | —           | —           | —           | —           | —           | —           | —           |                                                                                  | A Northern Soul      |
| 1995                                                                          | History               | 24          | —           | —           | —           | —           | —           | —           | —           | —           | —           | —           | —           | —           | —           | —           | —           |                                                                                  | A Northern Soul      |
| 1997                                                                          | Bitter Sweet Symphony | 2           | 11          | 15          | 21          | 18          | 6           | 16          | 37          | 59          | 2           | 9           | 15          | 14          | 10          | 15          | 12          | - UK: Platino (2) - AUS: Oro - GER: Oro - FRA: Argento - ITA: Platino - USA: Oro | Urban Hymns          |
| 1997                                                                          | The Drugs Don't Work  | 1           | 22          | —           | —           | —           | 9           | 72          | 87          | 96          | —           | 13          | 10          | 61          | 18          | —           | —           | - UK: Platino                                                                    | Urban Hymns          |
| 1997                                                                          | Lucky Man             | 7           | —           | —           | —           | —           | 16          | 88          | 89          | —           | —           | —           | 38          | —           | —           | —           | —           | - UK: Platino                                                                    | Urban Hymns          |
| 1998                                                                          | Sonnet                | 74          | —           | —           | —           | —           | —           | —           | —           | —           | —           | —           | 43          | —           | —           | —           | —           | - UK: Argento                                                                    | Urban Hymns          |
| 2008                                                                          | Love Is Noise         | 4           | —           | 29          | 26          | —           | —           | —           | 26          | 7           | 8           | —           | 35          | 65          | 10          | 26          | —           | - UK: Argento                                                                    | Forth                |
| 2008                                                                          | Rather Be             | 56          | —           | —           | —           | —           | —           | —           | —           | —           | —           | —           | —           | —           | —           | —           | —           |                                                                                  | Forth                |
| "—" indica una pubblicazione non classificata o non pubblicata in quel Paese. |                       |             |             |             |             |             |             |             |             |             |             |             |             |             |             |             |             |                                                                                  |                      |

### Singoli promozionali
| Anno | Titolo             | Album di provenienza            |
| ---- | ------------------ | ------------------------------- |
| 1998 | The Rolling People | Urban Hymns                     |
| 2007 | The Thaw Session   | Download dal sito di NME        |
| 2007 | Mover              | Download dal sito dei The Verve |

## Videografia

### Album video
| Anno | Titolo                                                                                             |
| ---- | -------------------------------------------------------------------------------------------------- |
| 1999 | The Video 96-98 - Pubblicato: 24 agosto 1999 - Etichetta: Hut, Virgin - Formati: VCD, VHS          |
| 2004 | This Is Music: The Singles 92-98 - Pubblicato: 1º novembre 2004 - Etichetta: Virgin - Formati: DVD |

### Video musicali
| Anno | Brano                              | Regista                     | Album             |
| ---- | ---------------------------------- | --------------------------- | ----------------- |
| 1992 | All in the Mind                    | Miles Aldridge              | /                 |
| 1992 | She's a Superstar                  | Richie Smyth                | The Verve E.P.    |
| 1992 | Gravity Grave                      | Richie Smyth                | The Verve E.P.    |
| 1993 | Blue                               | Richie Smyth                | A Storm in Heaven |
| 1993 | Slide Away                         | Richie Smyth                | A Storm in Heaven |
| 1995 | This Is Music                      | Nico Beyer                  | A Northern Soul   |
| 1995 | On Your Own                        | Jake Scott                  | A Northern Soul   |
| 1995 | History                            | Richard Ashcroft            | A Northern Soul   |
| 1997 | Bitter Sweet Symphony              | Walter A. Stern             | Urban Hymns       |
| 1997 | The Drugs Don't Work               | Andy Baybutt, George Hanson | Urban Hymns       |
| 1997 | Lucky Man (prima versione - UK)    | Andy Baybutt, George Hanson | Urban Hymns       |
| 1997 | Lucky Man (seconda versione - USA) | Jamie Thraves               | Urban Hymns       |
| 1998 | Sonnet                             | Chris Palmer                | Urban Hymns       |
| 2008 | Love Is Noise                      | Sam Brown                   | Forth             |
| 2008 | Rather Be                          | Richard Ashcroft            | Forth             |